# Esclagne
Esclagne település Franciaországban, Ariège megyében. Lakosainak száma 121 fő (2022. január 1.). Esclagne Laroque-d’Olmes, Pradettes, Sautel és Tabre községekkel határos.

## Népesség
A település népességének változása:
| Lakosok száma | 77   | 116  | 155  | 112  | 122  | 142  | 146  | 133  | 126  | 121  |
|               | 1968 | 1982 | 1990 | 2006 | 2013 | 2015 | 2017 | 2019 | 2020 | 2022 |